# Кристиан Лудвиг фон Бранденбург-Швет
Кристиан Лудвиг фон Бранденбург-Швет (на немски: Christian Ludwig zu Brandenburg-Schwedt; * 24 май 1677, Берлин; † 3 септември 1734 в имението му Берлин-Малхов) от династията Хоенцолерн, е маркграф на Бранденбург-Швет, офицер и администратор на Халберщат.

## Живот
Той е най-малкият син на курфюрст Фридрих Вилхелм фон Бранденбург (1620 – 1688) и втората му съпруга Доротея София фон Шлезвиг-Холщайн-Зондербург-Глюксбург (1636 – 1689), дъщеря на херцог Филип фон Шлезвиг-Холщайн-Зондербург-Глюксбург. Брат е на курфюрст Фридрих I, първият крал на Прусия (1701 – 1713).
Кристиян Лудвиг умира бездетен в своето имение „Малхов“ и е погребан в гробницата на Хоенцолерните в Берлинската катедрала.